# Don Z
Don Z est une revue de petit format de l'éditeur Jeunesse et Vacances qui a eu 39 numéros d'avril 1968 à décembre 1977 (+13 recueils de 3 numéros).

## Insolites
- Les couvertures des N°1 et N°36 sont identiques.

## Les Séries
- Achille (Jean Ache)
- Alan le grand chasseur
- Aventure Fiction
- Cactus (Alberico Motta)
- Cartouche (Jean Ollivier & Eduardo Coehlo)
- Don Z (Federico Amoros & Serchio) : Clone espagnol de Zorro.
- Galix
- Le roman de la frontière
- Les Constructeurs de Robots (Carlos Cruz puis Ron Turner)
- Montana (Enrique Jainès Bergua & Manuel Lopez Blanco)
- Nic Comète
- Raoul de Montrose
- Reptil (Angus Allan & John Catchpole)